# Birett
Birett (von lateinisch biretum oder birrettum, beretum, Diminutiv von birrus ‚Mantel, Kutte‘), Aussprache [bi'ret], ist eine Kopfbedeckung christlicher Geistlicher.

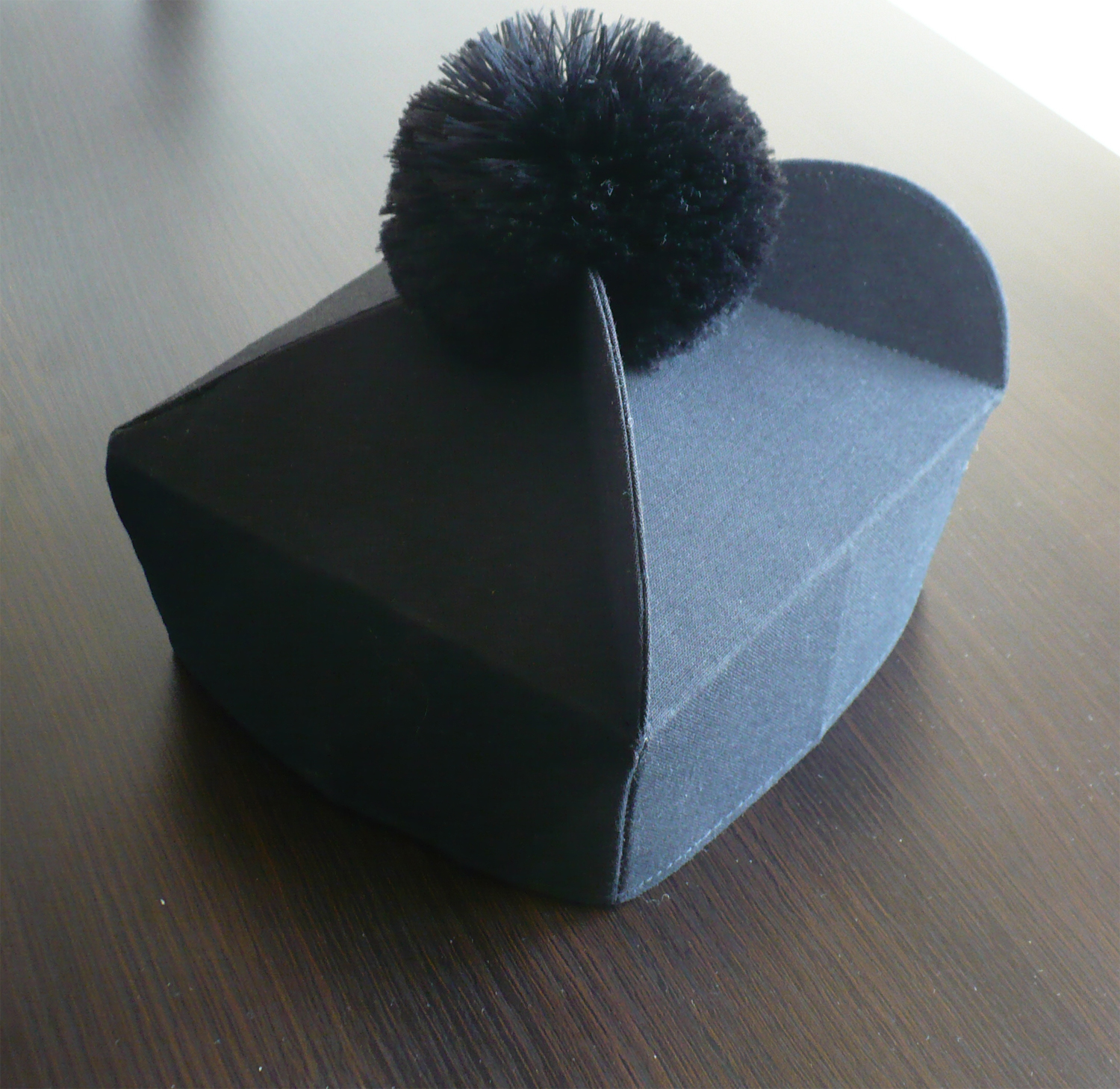
Schwarzes Birett

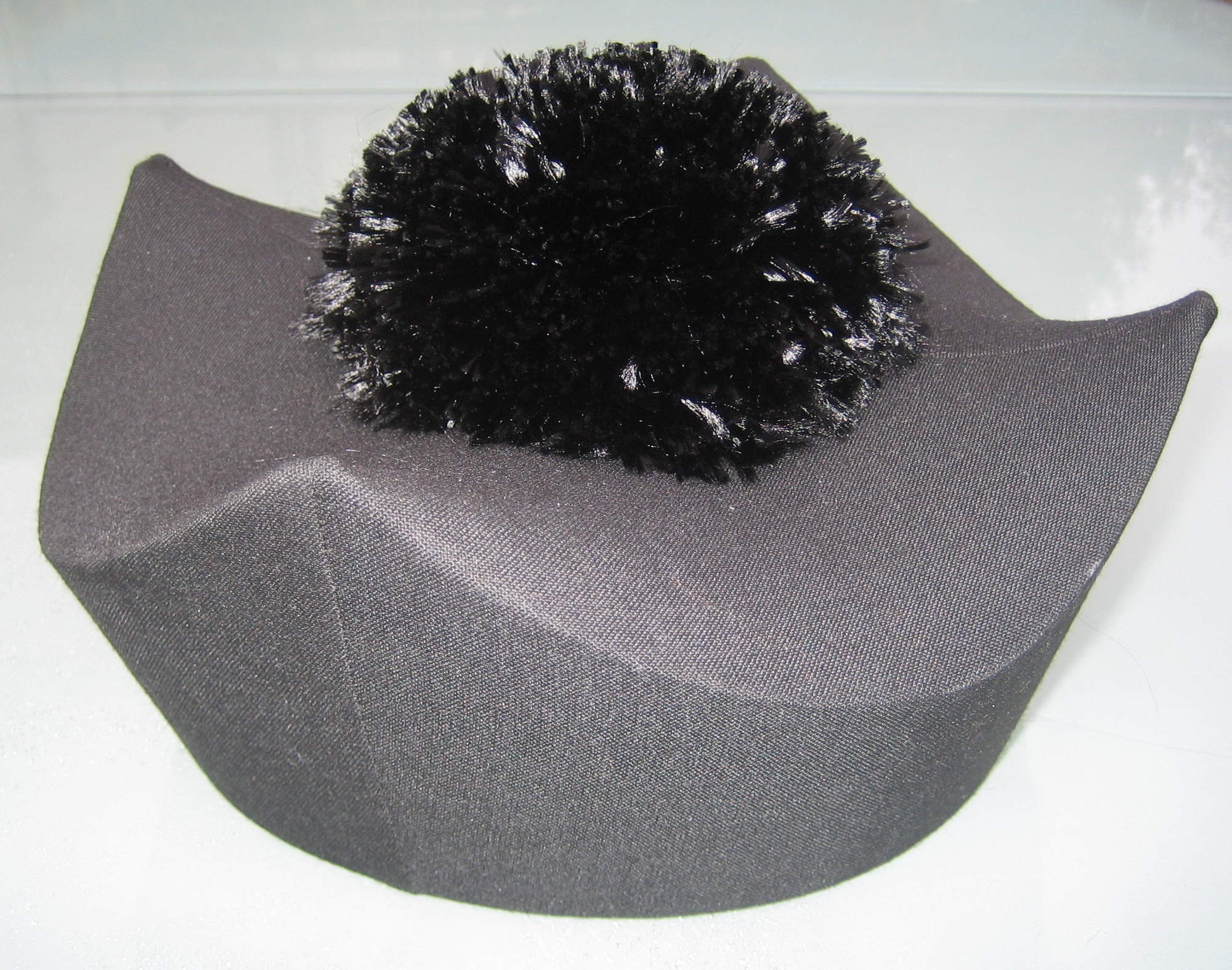
Boneta, die in Spanien übliche Form des Biretts (Sammlung Philippi)

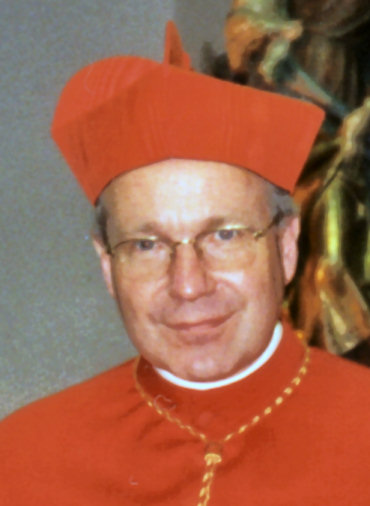
Kardinal Schönborn mit dem roten Birett

## Römisch-katholische Kirche
Das Birett römisch-katholischer Geistlicher ist vierkantig und besteht aus Stoff mit eingelegten Pappstreifen. In Deutschland, England, Frankreich und in den Niederlanden hat es vier, in anderen Ländern drei Hörner oder bogenförmige Aufsätze, in Spanien ist es ohne solche Aufsätze. In den meisten Fällen hat es an der Oberseite mittig eine Quaste. Das Birett wird nur zur Soutane getragen.
Das Birett ist etwa seit dem 13. Jahrhundert bekannt. Im Mittelalter bedeutete die Überreichung des Biretts die Übertragung einer kirchlichen Pfründe. Die Farbe des Biretts weist auf den Rang des Trägers hin. Priester und Diakone tragen ein schwarzes Birett mit schwarzer Quaste. Ein schwarzes Birett mit violetter Quaste tragen die Päpstlichen Ehrenprälaten und in vielen Bistümern die Dechanten. Nur Bischöfe und Domkapitulare ausgezeichneter Domkapitel sowie Apostolische Protonotare tragen ein violettes Birett mit violetter Quaste. Das Birett der Kardinäle ist scharlachrot, hat keine Quaste und auch in Deutschland nur drei Hörner. Der Papst trägt kein Birett. Ein weiterer Priesterhut, den alle katholischen Geistlichen − vom Pfarrer bis zum Papst − zur Soutane tragen können, ist der Saturno. Der Galero hingegen wurde ausschließlich von Kardinälen getragen und findet heute nur noch in der Heraldik von Kardinälen und Bischöfen symbolische Verwendung.
Ordensgeistliche, vor allem Chorherren, tragen entweder das schwarze Birett der einfachen Geistlichen oder ein Birett, das der Farbe ihres Habits entspricht (z. B. Prämonstratenser: weiß). Mönche hingegen tragen kein Birett.
Das Birett kann in der Liturgie einerseits zur Chorkleidung getragen werden, andererseits wird es in Gottesdiensten beim Ein- und Auszug, beim Sitzen, beim Bewegen im Kirchenraum sowie bei der Predigt getragen. Vor dem Altar und dem Allerheiligsten wird es jedoch immer abgenommen. 
Im Zuge der Reformen nach dem Zweiten Vatikanischen Konzil sind Geistliche nicht mehr verpflichtet, zur Soutane auch das Birett zu tragen.
Vom Aussehen dieser Kopfbedeckung leitet sich auch die Bezeichnung des Pfaffenhütchens ab, eines mitteleuropäischen Strauchs, dessen rote Früchte die Form eines Biretts haben.

## Evangelische Kirche
In den evangelischen Kirchen lautet die Bezeichnung der Kopfbedeckung eines Geistlichen Barett. Es ist stets schwarz und gilt als Bestandteil der Amtstracht, des Talars. Das Barett wird nur im Freien getragen. Die Formen variieren stark; am weitesten verbreitet ist das sogenannte „Luther-Barett“, eine flache, runde Mütze aus Samt und ohne Quaste. Andere Formen sind: mit Knopf oder Quaste, vier-, sechs- oder achteckig, weich fallend oder (ähnlich wie ein Birett) steif stehend.